# دانيال ميتران
دانيال ميتران (بالفرنسية: Danielle Mitterrand) (المولودة باسم دانيال إميليان إيزابيل جوز؛ 29 أكتوبر 1924 – 22 نوفمبر 2011)، هي زوجة رئيس فرنسا فرانسوا ميتران، ورئيسة مؤسسة دانييل ميتران: فرنسا الحريات.

## حياتها
عندما كانت في السابعة عشر من عمرها، ساعدت عائلتها (كان والديها مدرسان) المقاومة الفرنسية، وساعدت أيض رجال الماكويس، وأصبحت ضابطة اتصال في المقاومة. والتقت هناك بفرانسوا ميتران وتزوجا بعد 3 أشهر بعد التحرير يوم 28 أكتوبر 1944. وأنجبت منه 3 أبناء، باسكال (توفي في طفولته)، جون كريستوف وجيلبرت ميتران.
أسست مؤسسة فرنسا الحريات سنة 1986، عندما أصبحت السيدة الأولى، مع دمج 3 جمعيات صغرى تم تأسيسها سنة 1981. وسنة 1986، فازت بجائزة شمال جنوب.

## الآراء
كانت ميتران من الداعمين لكوبا وحكومتها الماركسية اللينينية. ومع ذلك، خلال زيارة فيدل كاسترو سنة 1995 لفرنسا، ساعدت أيضا في تأمين إطلاق سراح المنشق الكوبي المعتقل ينداميرو ريستانو دياز. كما كانت داعمة للمؤتمر الوطني الأفريقي، وحركة مناهضة الفصل العنصري في جنوب أفريقيا.
كما دعمت الساندينية عندما قدم لهم زوجها مساعدات عسكرية في حربهم ضد القوات المدعومة من طرف الولايات المتحدة في نيكاراغوا. كانت تنتقد تركيا بشدة، وتعارض انضمامها إلى الاتحاد الأوروبي وداعمة لحركة استقلال كردستان. وأعربت عن وجهات نظرها لصالح الانفاصليين الصحراويين، المتمرد المكسيكي ماركوس، وشعب التبت.
كسيدة أولى، تحدثت عن انتهاكات حقوق الإنسان، مثل في الدول التي كانت الحكومة الفرنسية تسعى للحفاظ على علاقات جيدة معها؛ واكتسبت عضب كل من الحكومة الصينية وملك المغرب الحسن الثاني على وجه الخصوص. وقدمت مؤسستها فرنسا الحريات  الدعم المالي لمبادرات حقوق الإنسان المحلية في الخارج، كما مولت لوصول الطب والتعليم إلى البلدان الفقيرة.
وصوتت ب«لا» في الاستفتاء الفرنسي عام 2005 على الدستور الأوروبي حيث صرحت: «أنا أستنكر قوة الاقتصاد على الناس، فهو نظام يحول الأفراد إلى عناصر في معادلة اقتصادية، ولا يحترم الفقراء ويسثني كل من يعيش ليرتقي مبدأ الربحية».

## الأعمال
- 1996: هؤلاء الرجال قبل كل إخواننا (بالفرنسية: Ces hommes sont avant tout nos frères)
- 2000: التعذيب في تونس: لجنة لاحترام حقوق الإنسان والحريات في تونس (بالفرنسية: La torture en Tunisie : Comité pour le respect des libertés et des droits de l’homme en Tunisie)

## الأوسمة
تم تسمية المدرسة الدولية الفرنسية دانيال ميتران في كردستان العراق بإسمها.
- هولندا: وسام التاج رتبة الصليب الأكبر (1991).[15]

- السويد: وسام النجم القطبي رتبة قائد الصليب الأكبر (11 مايو 1984).[16]